# Theodor Schneider (Mathematiker)

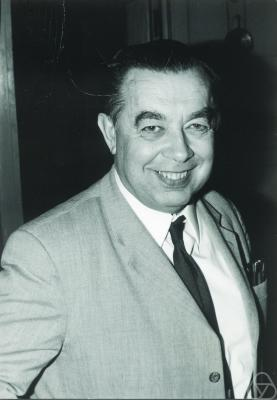
Theodor Schneider 1970

Theodor Schneider (* 7. Mai 1911 in Frankfurt am Main; † 31. Oktober 1988 in Freiburg im Breisgau) war ein deutscher Mathematiker, der insbesondere durch die Lösung von Hilberts siebtem Problem bekannt wurde, die heute Satz von Gelfond-Schneider genannt wird. Dieser Satz besagt, dass die Potenz einer algebraischen Zahl ungleich Null oder Eins mit irrationalem Exponenten eine transzendente Zahl ist.

## Leben
Theodor Schneider studierte von 1929 bis 1934 in Frankfurt am Main und löste – nahezu gleichzeitig mit Alexander Gelfond  und unabhängig von ihm – in seiner Dissertation 1934 bei Carl Ludwig Siegel das siebte Hilbertsche Problem; das Ergebnis ging als Satz von Gelfond-Schneider in den Fundus der Mathematik ein.  Hilbert selbst hatte dieses Problem in seiner Schwierigkeit noch über die fermatsche Vermutung und riemannsche Vermutung gestellt. 1935 war er außerplanmäßiger Assistent an der Universität Frankfurt, wegen politischer Unzuverlässigkeit wurde ihm jedoch die Habilitation verweigert. Er war zwar SA-Mitglied geworden, um überhaupt eine Anstellung an der Universität zu bekommen, besuchte aber nicht die vorgeschriebenen politischen Veranstaltungen. Schneider durfte 1936 auch nicht zum Internationalen Mathematikerkongress nach Oslo. Gleichwohl wurde er in der Chronik der Johann Wolfgang Goethe-Universität vom März 1939 als „der derzeitige aplm. Assistent des [Mathematischen] Seminars“ erwähnt, der aus der „zahlentheoretischen Schule“ von Carl Ludwig Siegel hervorgegangen sei.
1939 ging Schneider als Assistent zu Siegel nach Göttingen, wo er sich noch im gleichen Jahr habilitierte. 1940 wurde er Dozent (ohne Diäten) und war von 1940 bis 1945 beim Wetterdienst im Kriegseinsatz. 1945 wurde er Assistent und Privatdozent in Göttingen und 1951 Oberassistent. 1947/48 vertrat er einen Lehrstuhlinhaber in Münster. Von 1953 bis 1959 war er Professor in Erlangen und schließlich von 1959 bis zu seiner Emeritierung 1976 Professor in Freiburg. Zu Beginn seiner Zeit in Freiburg war er von 1959 bis 1963 Direktor des Mathematischen Forschungsinstitut Oberwolfach.
Ab 1970 war er korrespondierendes Mitglied der Göttinger Akademie der Wissenschaften. 1984 erhielt er in Frankfurt die Goldene Doktorurkunde.

## Doktoranden
Doktoranden bei Theodor Schneider waren:
- Alfred Günther (Mathematiker), Universität Göttingen 1952
- Orhan Icen, Universität Göttingen 1955
- Wolfgang Schwarz, Friedrich-Alexander-Universität Erlangen-Nürnberg 1959
- John Spicer, Universität Freiburg im Breisgau 1962
- Luise-Charlotte Menger, Universität Freiburg im Breisgau 1962
- Gerhard Augustin, Universität Freiburg im Breisgau 1965
- Rolf Wallisser, Universität Freiburg im Breisgau 1965
- Peter Bundschuh, Universität Freiburg im Breisgau 1967
- Karl-Heinz Indlekofer, Universität Freiburg im Breisgau 1970
- Hans Peter Schlickewei, Universität Freiburg im Breisgau 1975
- Gisbert Wüstholz, Universität Freiburg im Breisgau 1977

## Werke
- Einführung in die transzendenten Zahlen, Springer-Verlag, Berlin, Heidelberg 1957 (französische Übersetzung 1959)
- Transzendenzuntersuchungen periodischer Funktionen, Teil 1,2, Journal für Reine und Angewandte Mathematik, Band 172, 1934, S. 65–69, 70–74, Online: Teil 1, Teil 2 (seine Dissertation, in der er das siebte Hilbertsche Problem löste)